# Tebat
Tebat is een bestuurslaag in het regentschap Bungo van de provincie Jambi, Indonesië. Tebat telt 1608 inwoners (volkstelling 2010).